# Colpegeu els blancs amb la falca vermella
Colpegeu els blancs amb la falca vermella (Клином красным бей белых! en rus) és un pòster litogràfic de propaganda soviètic de 1919 creat per l'artista Lazar Màrkovitx Lissitski, més conegut amb el sobrenom de El Lissitzky, l'home "els esforços del qual van aconseguir que les noves idees russes s'entenguessin en termes generals en l'Europa Occidental".
En el pòster, la falca intrusa de color vermell simbolitza els bolxevics, que van estar penetrant i vencent els seus enemics, l'Exèrcit Blanc durant la Guerra Civil Russa (1917-1923). L'obra és un exemple del moviment avantguardista rus conegut com a constructivisme.
La imatge es va tornar molt popular a occident, quan Lissitzky es va traslladar a Alemanya el 1921. Es considera una obra simbòlica de la Guerra Civil Russa en les publicacions d'occident, tot i que és virtualment desconeguda a Rússia.

## Ús modern

El símbol usat pels Peacekeepers

Una versió simplifacada de l'obra que no en mostra els petits detalls és usada pels Peacekeepers (una organització militar galàctica fictícia de la sèrie televisiva Farscape).
Una versió similar simplificada (girada un quart de volta en sentit horari) a la caràtula d'un disc del grup alemany de música post-punk Mekanik Destruktiw Komandoh (MDK).
L'organització trotskista australiana Socialist Alternative incorpora la falca vermella en el seu logo.
L'organització marxista germano-austríaca Gruppen gegen Kapital und Nation usa una versió simplificada del pòster en el seu logo.
El grup de rock escocès Franz Ferdinand utilitza la imatge com a inspiració pel seu single This Fire.
El logo i el nom del pòster van ser usats per l'organització musical i artística socialista del Regne Unit Falca Vermella, que van fer campanya en contra del govern de Margaret Thatcher, en el marc de les eleccions al Parlament del Regne Unit de 1987.